# Tiapride
La tiapride (venduta commercialmente col nome di sereprile) è un farmaco appartenente alla classe degli antipsicotici atipici e che agisce perciò come antagonista recettoriale dei recettori per la dopamina D2 e D3.

Viene indicato nel trattamento delle psicosi, della schizofrenia, nel controllo degli stati di agitazione anche nei soggetti anziani per via dei suoi scarsi effetti sedativi e sulla vigilanza e nel contesto della terapia di disassuefazione da alcol per via della scarsa interazione con l'etanolo. Possiede inoltre effetto ansiolitico che sembra non essere legato alla sua attività antipsicotica.

## Farmacologia
La Tiapride agisce selettivamente come antagonista ai recettori D2 e D3 della dopamina, a cui si lega con minore affinità rispetto ad altri neurolettici come aloperidolo e risperidone (320 nM al D2 e 180 nM al D3 misurati come la concentrazione necessaria a eliminare il 50% di  3H-raclopride da tali recettori) ma con maggiore selettività rispetto a questi, non mostrando infatti affinità per gli altri recettori dopaminergici, quelli serotoninergici (5-HT2A, 2C), adrenergici (α1- α2) e istaminici H1.
La tiapride mostra inoltre una selettività 3 volte maggiore per il sistema limbico piuttosto che per quello striatale e 30 volte maggiore per il septum (una struttura del sistema libico) piuttosto che per il sistema striatale, a differenza di altri composti come l'aloperidolo che non mostrano distribuzione preferenziale. Inoltre lega preferenzialmente i recettori ipersensibilizzati all'azione della dopamina.   Queste caratteristiche rendono conto della sua scarsa propensione a causare effetti collaterali di natura extrapiramidale.

## Usi terapeutici
La tiapride per via del suo peculiare profilo terapeutico viene impiegata nel trattamento di diverse patologie psichiatriche quali l'agitazione anche negli anziani con demenza, nella terapia di disintossicazione da alcol, nelle psicosi e schizofrenia, disturbi del movimento e come terapia aggiuntiva nel corso di trattamenti antidepressvi per via del suo effetto ansiolitico.
Nel trattamento dell'agitazione si è rilevata più efficace e meglio tollerabile del risperidone, col 9,3% di pazienti che hanno sperimentato effetti collaterali rispetto al 25% di quelli trattati con risperidone, per via della sua scarsa incidenza di effetti collaterali e sedativi. In un altro studio è stata trovata tanto efficace quanto l'aloperidolo ma più tollerabile. Può essere utilizzata nel trattamento delle crisi acute in forma iniettabile per via della sua rapidità di azione ed efficacia, con un dosaggio massimo raccomandato di 1800 mg\giorno.
Nella terapia di disintossicazione da alcol è in grado di migliorare i sintomi psicologici, qualità di vita e capacità di astinenza se somministrato al dosaggio di almeno 300 mg\giorno. Tiapride ha scarsa efficacia sulle allucinazioni e i deliri dovuti all'astinenza da alcol ma a questo scopo può essere efficacemente associata a carbamazepina, con la quale non mostra significative interazioni. Tale combinazione è ritenuta più efficace e meglio tollerata delle benzodiazepine che sono controindicate nel trattamento di tali sintomi per il rischio di dipendenza. Si rivela quindi particolarmente utile nei soggetti in terapia di mantenimento: migliora lo stress psicologico, diminuisce il tasso di recidive e favorisce il reintegro del soggetto, con assenza di catalessi, sedazione ed interazione significativa con etanolo.
A causa della sua moderata affinità per i recettori D2 della dopamina, tiapride si è dimostrata efficace nel trattare i sintomi dei disturbi del movimento come quelli dovuti alla corea o alla discinesia tardiva, anche nel corso di malattia di parkinson dove non peggiora i sintomi della malattia migliorando nel contempo quelli della discinesia.

## Effetti collaterali
La tiapride è considerato un farmaco relativamente sicuro, al pari dei composti correlati sulpiride e amilsulpride, con effetti collaterali generalmente di lieve entità e dose dipendenti. Al pari di tali composti, può innalzare i livelli di prolattina che causa effetti collaterali di tipo sessuale e che può interferire con sviluppo nei soggetti giovani se somministrati per lungo termine, anche se a differenza di altri farmaci antipsicotici non sembra produrre effetti avversi sullo sviluppo cerebrale.
Sono stati riportati casi di prolungamento dell'intervallo QTc, torsione di punta, rabdomiolisi e di ipoglicemia. Solo a dosaggi superiori ai 300 mg\giorno sembra sopraggiungere il rischio di discinesie tardive.